# Schineria gobica
Schineria gobica là một loài ruồi trong họ Tachinidae.